# 교황 호르미스다
교황 호르미스다(라틴어: Hormisdas PP., 이탈리아어: Papa Ormisda)는 제52대 교황(재위: 514년 7월 20일 - 523년 7월 19일)이다.
그가 교황으로 선출되어 즉위할 당시 484년 아카키우스 분열로 인하여 단성설이 활개치고 있었다. 호르미스다는 아카키우스 분열을 성공적으로 종식시켰으며, 로마와 콘스탄티노폴리스의 친교를 회복시키는 업적을 남겼다. 그의 이름으로 보아 페르시아나 동방 계열 출신이고 모계의 영향을 받은 이름인 것으로 추정된다. 일각에서는 사산 조 페르시아의 왕자 호르미지드의 후손일 가능성이 제시되고 있다. 사후 시성되었으며, 축일은 8월 6일이다.

## 생애
호르미스다는 이탈리아반도 캄파냐디로마 프로시노네에서 태어났다. 기독교의 부제로 서품되기 전에 이미 혼인한 몸이었으며, 슬하에 아들을 두고 있었다. 이 아들 역시 훗날 교황(교황 실베리오)이 되었다. 라우렌시오 이교 시대에 그는 교황 심마코를 지지한 대표적인 성직자 가운데 한 사람이었다. 502년 성 베드로 대성전에 소집된 시노드에서는 공증인으로 활동하였다. 파비아의 주교 마누스 펠릭스 엔노디오가 호르미스다 교황에게 보낸 서신 두 편이 남아 있으며, 그 가운데 하나는 그가 교황에게 빌려 준 말들과 돈을 되돌려 달라는 내용을 담고 있다.
전임 교황 심마코와는 달리 호르미스다는 교황으로 선출될 당시 잡음이 전혀 없었다. 교황이 되자마자 호르미스다는 우선 아직 잔존한 라우렌시오 분파를 불러들여 화해하고 다시 교회 안에 받아들여 로마에 남은 이교의 마지막 잔재를 지워버렸다. 라우렌시오 분파는 심마코에 대한 개인적인 원한이 크게 남아 있었기 때문에 호르미스다는 그와 같은 전철을 밟지 않으려고 노력하였다.
《교황 연대표》의 기록 뿐만 아니라 오늘날까지 전해지는 수많은 그의 서신들만 보더라도, 아카키우스 분열로 인하여 갈라선 로마 교황좌와 콘스탄티노폴리스 총대교좌 간의 친교를 복구하기 위해 그가 얼마나 많은 노력을 했는지 알 수 있다. 로마 교회와 콘스탄티노폴리스 교회는 제논 황제가 《헤노티콘》을 반포하고 그의 후계자인 아나스타시우스 1세 황제도 적극 지지하고 나서면서 사이가 틀어지게 되었다. 이후 콘스탄티노폴리스는 점차 단성설에 기울게 되었으며, 칼케돈 공의회의 가르침을 저버리지 않은 많은 주교를 박해하면서 결국 로마 교회와의 친교가 끊어져 대립하게 되었다.
그러던 중에 동로마 제국의 기병대 지휘관 비탈리아누스가 트라키아와 소스키타이, 미시아 등에서 반란을 일어나도록 부추겼으며, 자신은 직접 훈족과 불가리아인으로 구성된 군대를 이끌고 콘스탄티노폴리스 입구로 진군하였다. 정통 기독교 신앙을 따르던 비탈리아누스의 압력에 굴복한 아나스타시우스 1세 황제는 아카키우스 분열을 종식시키기 위해 나서기로 하였다. 콘스탄티노폴리스가 로마와의 대화에 나선 또 다른 이유는 성 베드로좌의 주인이 새로 바뀌었기 때문이었다. 실제로 전임 교황 심마코와 아나스타시우스 1세 황제 사이에는 어떠한 대화나 접촉도 없었다.
아나스타시우스 1세는 먼저 514년 12월 28일에 호르미스다에게 그를 다음해 7월 1일 콘스탄티노폴리스에서 소집되는 시노드에 초청하는 서신을 써서 보냈다. 515년 1월 12일 아나스타시우스 1세는 첫 번째 서신보다 덜 격식을 갖춘 두 번째 서신을 써서 호르미스다에게 보냈다. 이 두 번째 서신이 첫 번째 서신보다 먼저 로마에 도착했다. 호르미스다는 교회가 재일치하리라는 기대감에 환영하였다. 하지만 동시에 전임 교황들의 자세를 견지하였으며, 시노드 초대를 환영했지만 불필요하다고 생각했다. 황제의 첫 번째 서신 또한 로마에 당도하자 교황은 신중하게 협상하였다. 그는 먼저 로마에서 시노드를 소집하여 회의를 거친 후, 콘스탄티노폴리스로 사절단을 보내기로 결정하였다. 그리고 자신이 콘스탄티노폴리스로 사절단을 보낸다는 것을 알리는 서신을 황제에게 써서 보냈다.
그리하여 파비아의 엔노디우스와 카티나의 포르투나투스 등 두 명의 주교와 사제 베난시오, 부제 비탈리스, 공증인 힐라리오로 구성된 교황의 사절단이 콘스탄티노폴리스 궁정을 방문하였다. 호르미스다는 사절단을 통해 교회 일치에 앞서 몇 가지 선행조건을 제시하였는데, 다음과 같다. 첫째, 황제는 칼케돈 공의회의 결의와 교황 레오 1세의 교의서한(Tomus)을 수용한다는 것을 공식적으로 선포해야 한다. 둘째, 동방 교회의 주교들 역시 황제를 따라 칼케돈 공의회의 결의와 교황 레오 1세의 교의서한을 수용한다는 것을 공식적으로 선포해야 한다. 여기에 추가적으로 네스토리우스, 에우티케스, 디오스코루스, 앨루루스, 알렉산드리아의 베드로 2세, 베드로 몬구스, 아카키우스 등과 그들을 추종하던 이들을 모두 공식적으로 단죄한다는 것을 선포해야 한다. 셋째, 아카키우스 분열로 인하여 추방당한 성직자들은 로마 사도좌에서 다시 심사하여 무죄가 입증될 경우 복귀시켜야 한다. 넷째, 추방당한 성직자들 중에 로마와 친교 관계 중에 있으며 가톨릭 신앙을 천명한 이들은 즉각 복귀시켜야 한다. 다섯째, 정통 신앙을 박해하여 고소당한 주교들의 심판은 교황에게 유보되어야 한다. 이전까지는 황제가 공의회에서 교부들이 서로 자유롭게 토론하게 하였지만, 교황은 정통 기독교 신앙에 대한 무조건적인 수락과 더불어 기독교 세계의 우두머리인 교황 자신에 대한 순명을 요구한 것이었다. 그러나 교황의 사절단은 콘스탄티노폴리스에서 푸대접을 받고 아무런 성과도 얻지 못한 채 로마로 돌아갔다.
516년 7월 16일 동로마 제국의 사절단이 로마를 방문하여 교황에게 황제의 친서를 전달하였으며, 7월 28일에는 로마 원로원을 방문하여 역시 황제의 친서를 전달하였다. 황제는 원로원 의원들에게 친서를 보내면서 교황에게 맞설 것을 충동질하였다. 하지만 테오도릭 대왕은 물론 원로원마저 교황에게 계속 순명하기로 결정하였다. 한편 호르미스다는 발칸반도의 주교들과 추가적으로 로마와 친교를 맺었으며, 니코폴리스의 주교이자 에피루스의 대주교였던 요한 역시 콘스탄티노폴리스와의 친교를 끊고 로마와의 친교를 회복하였다.
엔노디오 주교와 미세눔의 펠라지오 주교로 구성된 교황의 두 번째 사절단 역시 첫 번째 사절단과 마찬가지로 성과 없이 돌아왔다. 아나스타시우스 1세 역시 교황 사절단에게 뇌물을 주며 회유하려고 시도하였지만, 실패로 끝났다. 설상가상 비탈리아누스가 콘스탄티노폴리스 외곽에서 황제군과의 전투에서 패해 트라키아 북부로 달아나고 그의 지지자들은 처형되었다. 아나스타시우스 1세는 권좌의 위험에서 벗어나자 517년 7월 11일 시노드 개최를 잠정적으로 미루고 로마와의 일치 협상을 파기한다고 공식 발표하였으나, 그로부터 1년 후에 사망하였다. 《교황 연대표》에서는 그가 벼락을 맞고 즉사했다고 기록하였다. 아나스타시우스 1세의 뒤를 이어 정통 신앙을 따르는 유스티누스 1세가 즉위하면서 상황은 다시 한 번 급변하게 되었다. 유스티누스 1세는 호르미스다가 제시한 조건들을 모두 수용하였다. 그는 황명으로 아카키우스 뿐만 아니라 선대 황제들인 제논과 아나스타시우스 1세까지 열거하며 그들을 죄인으로 선언하고 교회 딥티크 목록에서 삭제하였다. 콘스탄티노폴리스 총대주교 요한 1세 역시 호르미스다의 지시를 그대로 이행하였다. 519년 3월 28일 콘스탄티노폴리스 대성당은 시민들 앞에서 로마 교회와의 친교를 회복했음을 알리는 장엄한 예식을 거행함으로써 아카키우스 분열은 종식을 고하게 되었다.